# 京都府道564号松尾吉坂線
京都府道564号松尾吉坂線（きょうとふどう564ごう まつおきっさかせん）は、京都府舞鶴市を通る一般府道である。

## 概要
舞鶴市字松尾から舞鶴市字吉坂に至る。
舞鶴市東部にある青葉山の麓、福井県境に近い府道である。

### 路線データ
- 起点：舞鶴市字松尾（松尾寺前）
- 終点：舞鶴市字吉坂（松尾寺口交差点、国道27号交点）

## 地理

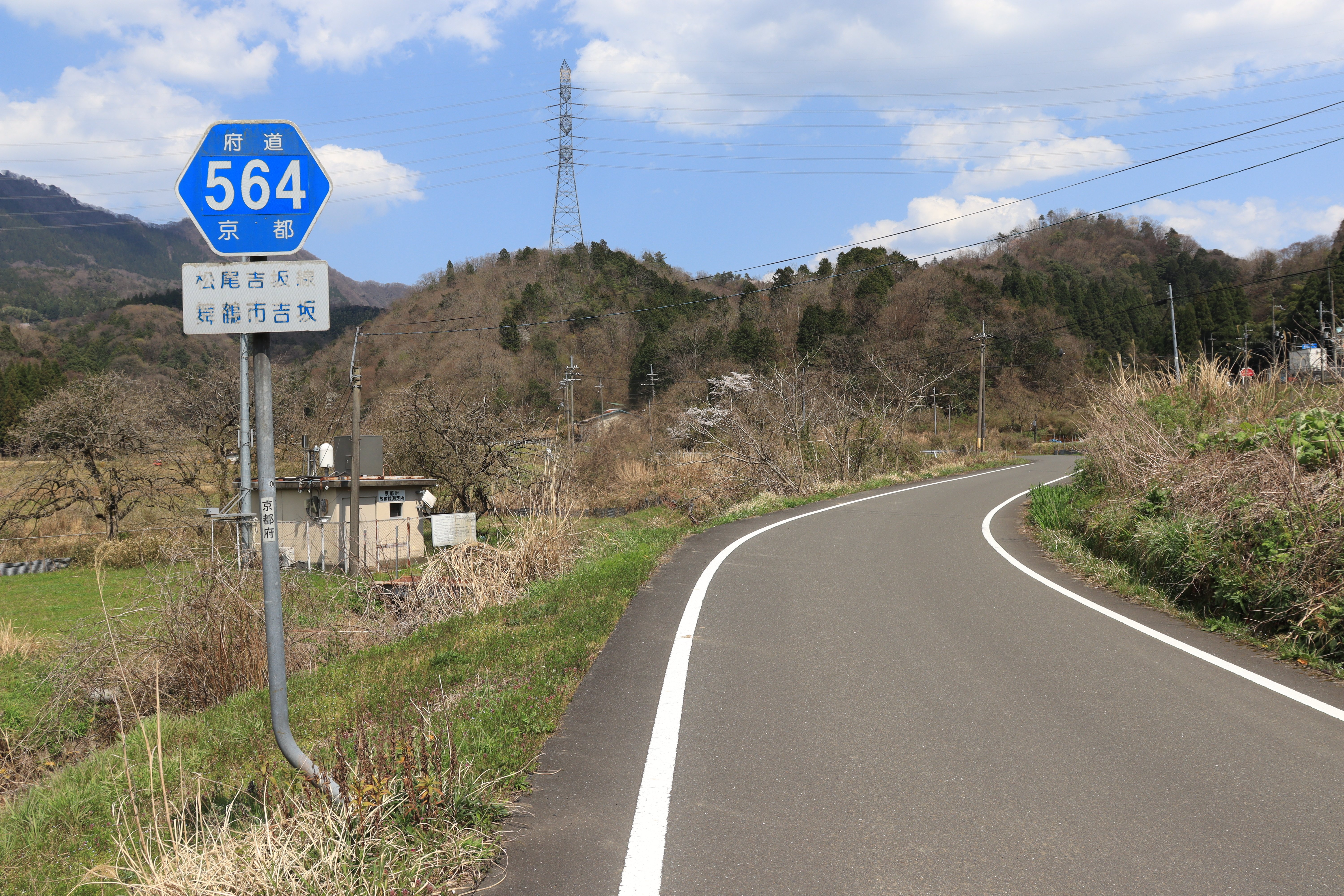
京都府道564号松尾吉坂線
舞鶴市字吉坂

### 通過する自治体
- 舞鶴市

### 交差する道路
| 交差する道路 | 交差する場所 | 交差する場所          |
| ------------ | ------------ | --------------------- |
| 国道27号     | 字吉坂       | 松尾寺口交差点 / 終点 |

### 交差する鉄道
- [[[小浜線]]

### 沿線
- 吉坂峠（青葉隊道）
- 松尾寺